# Партизанський маркетинг

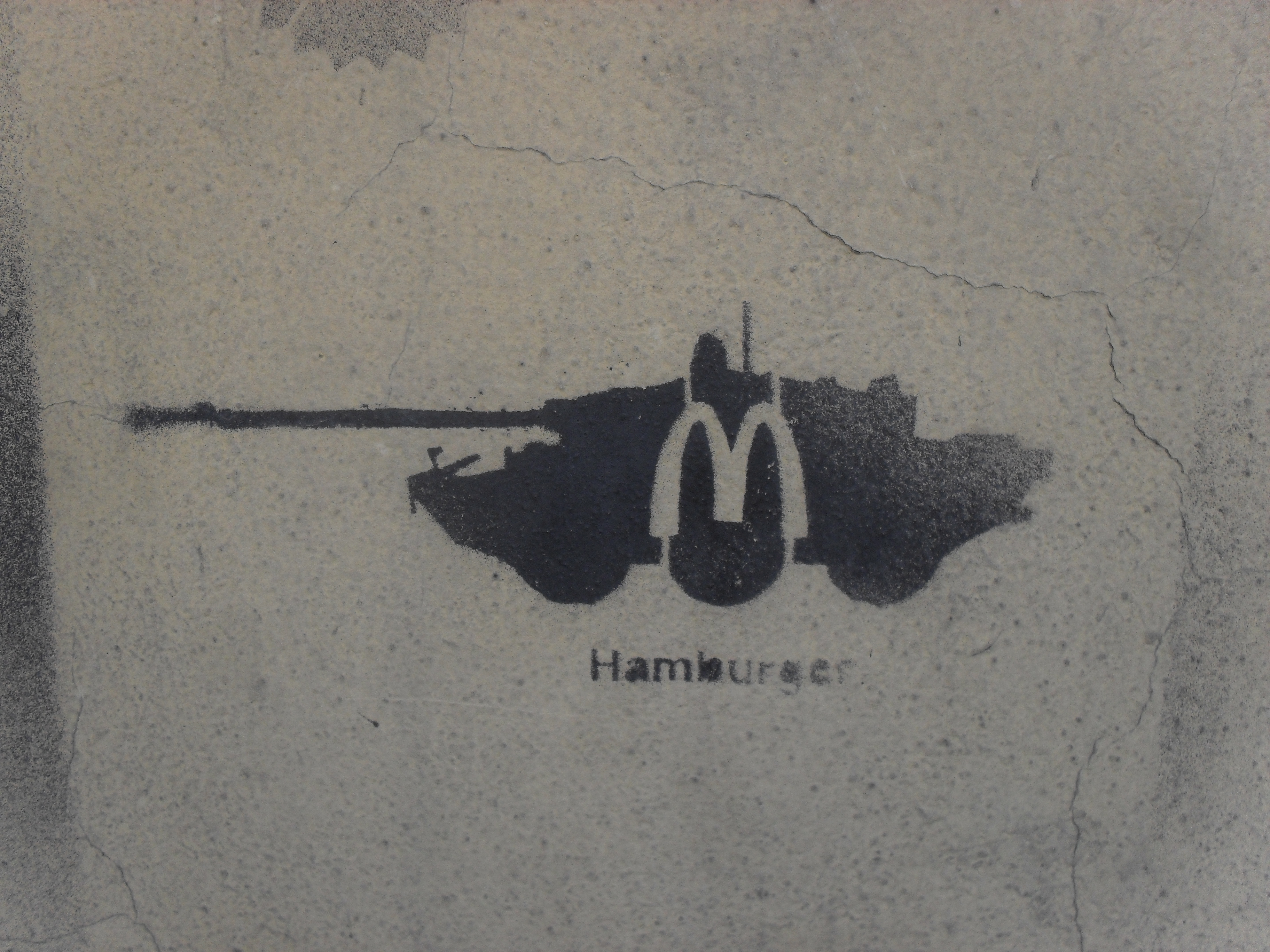
Партизанський маркетинг McDonald's. Усті-над-Лабем, Чехія

Партизанський маркетинг — концепція маркетингу, яка спрямована на пошук фірмою або підприємцем своєї маркетингової ніші, відмовою від відкритого конкурування зі своїми потужними конкурентами у «чистому полі», концентрації зусиль на відокремлених ділянках «фронту» та використанні нетрадиційних, але ефективних способів реклами та просування своїх товарів та послуг. Також партизанському маркетингу властиві гнучкість та мобільність. Іноді партизанський маркетинг називають «малобюджетним», чи «маловитратним». Малобюджетність та маловитратність — це важливі наслідки застосування концепції «партизанського маркетингу», але таке визначення не розкриває суті усієї концепції, тобто визначення «партизанського маркетингу» як цілком «малобюджетного» не є точним.
Термін «партизанський маркетинг» увійшов у побут фахівців після появи книги Дж. Левінсона «Партизанський маркетинг» та книги Д. Траута та С. Рівкіна «Маркетингові війни». Цікаво, що самі класики не дали визначення цього терміна. Дж. Левінсон говорить про партизанський маркетинг як нетрадиційний.
До партизанського маркетингу зазвичай також відносять ряд методів реклами, які не входять в офіційні списки Левінсона, але відповідають основному принципу партизанського маркетингу — доступності для фірм з невеликим рекламним бюджетом. Серед таких методів — «вірусний маркетинг», «ембієнт медіа», «прихований маркетинг», «епатажний маркетинг» та інші.

## Прихований маркетинг
Сутність прихованого маркетингу полягає не в прямій рекламі продукту або послуги, а в нерекламному просуванні, коли інформація про новий продукт або послугу доноситься до споживача в ненав'язливій формі так, що споживачі не підозрюють про те, що стали об'єктом рекламного впливу. Найбільш поширеною формою прихованого маркетингу є маркетинг чуток (також відомий як Buzz-маркетинг або Word-of-mouth маркетинг). У цьому випадку рекламне повідомлення поширюється через обмін думками про продукт між покупцями і їхніми сусідами, друзями, членами сім'ї і співробітниками.